# Interlands Noord-Iers voetbalelftal 1940-1949
Deze pagina toont een chronologisch en gedetailleerd overzicht van de interlands die het Noord-Iers voetbalelftal heeft gespeeld in de periode 1940 – 1949.

## Interlands

### 1940
Geen interlands gespeeld.

### 1941
Geen interlands gespeeld.

### 1942
Geen interlands gespeeld.

### 1943
Geen interlands gespeeld.

### 1944
Geen interlands gespeeld.

### 1945
Geen interlands gespeeld.

### 1946
|                                                                                           |                          |       |                                                                                             |                                                                              |
| 28 september British Home Championship 1946/47 № 158 «onderlinge duels» 15:00 uur (UTC+1) | Noord-Ierland            | 2 – 7 | Engeland                                                                                    | Windsor Park, Belfast Toeschouwers: 57.111 Scheidsrechter: Willie Webb (SCO) |
| 28 september British Home Championship 1946/47 № 158 «onderlinge duels» 15:00 uur (UTC+1) | Norman Lockhart 70', 88' |       | 1' Raich Carter 7', 28', 61' Wilf Mannion 58' Tom Finney 80' Tommy Lawton 83' Bobby Langton | Windsor Park, Belfast Toeschouwers: 57.111 Scheidsrechter: Willie Webb (SCO) |

|                                                                                        |           |       |               |                                                                                |
| 27 november British Home Championship 1946/47 № 159 «onderlinge duels» 14:30 uur (UTC) | Schotland | 0 – 0 | Noord-Ierland | Hampden Park, Glasgow Toeschouwers: 98.776 Scheidsrechter: George Reader (ENG) |
| 27 november British Home Championship 1946/47 № 159 «onderlinge duels» 14:30 uur (UTC) |           |       |               | Hampden Park, Glasgow Toeschouwers: 98.776 Scheidsrechter: George Reader (ENG) |

### 1947
|                                                                                       |                                             |       |                        |                                                                                |
| 16 april British Home Championship 1946/47 № 160 «onderlinge duels» 18:30 uur (UTC+2) | Noord-Ierland                               | 2 – 1 | Wales                  | Windsor Park, Belfast Toeschouwers: 43.000 Scheidsrechter: George Reader (ENG) |
| 16 april British Home Championship 1946/47 № 160 «onderlinge duels» 18:30 uur (UTC+2) | Alex Stevenson 36' Peter Doherty 37' (pen.) |       | 27' (pen.) Trevor Ford | Windsor Park, Belfast Toeschouwers: 43.000 Scheidsrechter: George Reader (ENG) |

|                                                                                        |                      |       |           |                                                                            |
| 4 oktober British Home Championship 1947/48 № 161 «onderlinge duels» 15:00 uur (UTC+1) | Noord-Ierland        | 2 – 0 | Schotland | Windsor Park, Belfast Toeschouwers: 52.000 Scheidsrechter: Tom Smith (ENG) |
| 4 oktober British Home Championship 1947/48 № 161 «onderlinge duels» 15:00 uur (UTC+1) | Sammy Smyth 35', 52' |       |           | Windsor Park, Belfast Toeschouwers: 52.000 Scheidsrechter: Tom Smith (ENG) |

|                                                                                       |                                   |       |                                  |                                                                                       |
| 5 november British Home Championship 1947/48 № 162 «onderlinge duels» 14:45 uur (UTC) | Engeland                          | 2 – 2 | Noord-Ierland                    | Goodison Park, Liverpool Toeschouwers: 67.980 Scheidsrechter: Peter Fitzpatrick (SCO) |
| 5 november British Home Championship 1947/48 № 162 «onderlinge duels» 14:45 uur (UTC) | Wilf Mannion 84' Tommy Lawton 86' |       | 55' Davy Walsh 90' Peter Doherty | Goodison Park, Liverpool Toeschouwers: 67.980 Scheidsrechter: Peter Fitzpatrick (SCO) |

### 1948
|                                                                                     |                                      |       |               |                                                                                 |
| 10 maart British Home Championship 1947/48 № 163 «onderlinge duels» 16:15 uur (UTC) | Wales                                | 2 – 0 | Noord-Ierland | Racecourse Ground, Wrexham Toeschouwers: 32.310 Scheidsrechter: Tom Smith (ENG) |
| 10 maart British Home Championship 1947/48 № 163 «onderlinge duels» 16:15 uur (UTC) | George Lowrie 41' George Edwards 53' |       |               | Racecourse Ground, Wrexham Toeschouwers: 32.310 Scheidsrechter: Tom Smith (ENG) |

|                                                                                        |                     |       |                                                                                       |                                                                              |
| 9 oktober British Home Championship 1948/49 № 164 «onderlinge duels» 15:00 uur (UTC+1) | Engeland            | 2 – 6 | Noord-Ierland                                                                         | Windsor Park, Belfast Toeschouwers: 53.629 Scheidsrechter: Willie Webb (SCO) |
| 9 oktober British Home Championship 1948/49 № 164 «onderlinge duels» 15:00 uur (UTC+1) | Davy Walsh 50', 90' |       | 27' Stanley Matthews 63', 68', 77' Stan Mortensen 65' Jackie Milburn 79' Stan Pearson | Windsor Park, Belfast Toeschouwers: 53.629 Scheidsrechter: Willie Webb (SCO) |

|                                                                                        |                                          |       |                   |                                                                             |
| 17 november British Home Championship 1948/49 № 165 «onderlinge duels» 14:45 uur (UTC) | Schotland                                | 3 – 2 | Noord-Ierland     | Hampden Park, Glasgow Toeschouwers: 93.000 Scheidsrechter: Bill Evans (ENG) |
| 17 november British Home Championship 1948/49 № 165 «onderlinge duels» 14:45 uur (UTC) | Billy Houliston 29', 89' Jimmy Mason 73' |       | 1', 5' Davy Walsh | Hampden Park, Glasgow Toeschouwers: 93.000 Scheidsrechter: Bill Evans (ENG) |

### 1949
|                                                                                    |               |                                    |       |                                                                            |
| 9 maart British Home Championship 1948/49 № 166 «onderlinge duels» 15:00 uur (UTC) | Noord-Ierland | 0 – 2                              | Wales | Windsor Park, Belfast Toeschouwers: 22.880 Scheidsrechter: Reg Leafe (ENG) |
| 9 maart British Home Championship 1948/49 № 166 «onderlinge duels» 15:00 uur (UTC) |               | 25' George Edwards 83' Trevor Ford |       | Windsor Park, Belfast Toeschouwers: 22.880 Scheidsrechter: Reg Leafe (ENG) |

| |                      |       |                                                                                           |                                                                                    |
| 1 oktober WK 1950 kwalificatie / British Home Championship 1949/50 № 167 «onderlinge duels» 15:00 uur (UTC+1) | Noord-Ierland        | 2 – 8 | Schotland                                                                                 | Windsor Park, Belfast Toeschouwers: 50.000 Scheidsrechter: Reginald Mortimer (ENG) |
| 1 oktober WK 1950 kwalificatie / British Home Championship 1949/50 № 167 «onderlinge duels» 15:00 uur (UTC+1) | Sammy Smyth 50', 59' |       | 2', 70', 89' Henry Morris 6', 31' (pen.) Willie Waddell 24' Billy Steel 25' Lawrie Reilly | Windsor Park, Belfast Toeschouwers: 50.000 Scheidsrechter: Reginald Mortimer (ENG) |

| |                                                                                               |       |                                   |                                                                                    |
| 16 november WK 1950 kwalificatie / British Home Championship 1949/50 № 168 «onderlinge duels» 14:30 uur (UTC) | Engeland                                                                                      | 9 – 2 | Noord-Ierland                     | Maine Road, Manchester Toeschouwers: 69.762 Scheidsrechter: Mervyn Griffiths (WAL) |
| 16 november WK 1950 kwalificatie / British Home Championship 1949/50 № 168 «onderlinge duels» 14:30 uur (UTC) | Jack Rowley 6', 47', 56', 58' Jack Froggatt 25' Stan Pearson 33', 50', 68' Stan Mortensen 35' |       | 55' Sammy Smyth 75' Bobby Brennan | Maine Road, Manchester Toeschouwers: 69.762 Scheidsrechter: Mervyn Griffiths (WAL) |

Albanië · België · Bulgarije · Denemarken · Duitsland · Engeland · Estland · Finland · Frankrijk · Griekenland · Hongarije · Ierland · IJsland · Israël · Italië · Joegoslavië · Kroatië · Letland · Litouwen · Luxemburg · Nederland · Noord-Ierland · Noorwegen · Oostenrijk · Polen · Portugal · Roemenië · Schotland · Slowakije · Spanje · Tsjecho-Slowakije · Turkije · Wales · Zweden · Zwitserland
IFA · A-internationals · Selecties · Bondscoaches · Noord-Iers vrouwenelftal · Brits olympisch elftal · N-Ierland U21 · N-Ierland U20 · N-Ierland U19 · N-Ierland U18 · N-Ierland U17 · N-Ierland U16
1882 – 1899 ·
1900 – 1919 ·
1920 – 1929 ·
1930 – 1939 ·
1940 – 1949 ·
1950 – 1959 ·
1960 – 1969 ·
1970 – 1979 ·
1980 – 1989 ·
1990 – 1999 ·
2000 – 2009 ·
2010 – 2019 ·
2020 – 2029
EK 2016
WK 1958 · 
WK 1982 · 
WK 1986
1921 · 
1922 · 
1923 · 
1924 · 
1925 · 
1926 · 
1927 · 
1928 · 
1929 · 
1930 · 
1931 · 
1932 · 
1933 · 
1934 · 
1935 · 
1936 · 
1937 · 
1938 · 
1939 · 
1940 · 1941 · 1942 · 1943 · 1944 · 1945 · 
1946 · 
1947 · 
1948 · 
1949 · 
1950 · 
1952 · 
1952 · 
1953 · 
1954 · 
1955 · 
1956 · 
1957 · 
1958 · 
1959 · 
1960 · 
1961 · 
1962 · 
1963 · 
1964 · 
1965 · 
1966 · 
1967 · 
1968 · 
1969 · 
1970 · 
1971 · 
1972 · 
1973 · 
1974 · 
1975 · 
1976 · 
1977 · 
1978 · 
1979 · 
1980 · 
1981 · 
1982 · 
1983 · 
1984 · 
1985 · 
1986 · 
1987 · 
1988 · 
1989 · 
1990 ·
1991 · 
1992 · 
1993 · 
1994 · 
1995 · 
1996 · 
1997 · 
1998 · 
1999 · 
2000 · 
2001 · 
2002 · 
2003 · 
2004 · 
2005 · 
2006 · 
2007 · 
2008 · 
2009 · 
2010 · 
2011 · 
2012 · 
2013 · 
2014 · 
2015 · 
2016 · 
2017 · 
2018 · 
2019 · 
2020 · 
2021 ·
2022 ·
2023 ·
2024
Albanië ·
Algerije ·
Andorra ·
Argentinië ·
Armenië ·
Australië ·
Azerbeidzjan ·
Barbados ·
België ·
Bosnië en Herzegovina ·
Brazilië ·
Bulgarije ·
Canada ·
Chili ·
Colombia ·
Costa Rica ·
Cyprus ·
Denemarken ·
Duitsland ·
Engeland ·
Estland ·
Faeröer ·
Finland ·
Frankrijk ·
Georgië · 
Griekenland ·
Honduras ·
Hongarije ·
Ierland ·
IJsland ·
Israël ·
Italië ·
Joegoslavië ·
Kazachstan ·
Kosovo ·
Kroatië ·
Letland ·
Liechtenstein ·
Litouwen ·
Luxemburg · 
Malta ·
Marokko ·
Mexico ·
Moldavië ·
Montenegro ·
Nederland ·
Nieuw-Zeeland ·
Noorwegen ·
Oekraïne ·
Oostenrijk ·
Panama ·
Polen ·
Portugal ·
Qatar ·
Roemenië ·
Rusland ·
Saint Kitts en Nevis ·
San Marino ·
Schotland ·
Servië ·
Servië en Montenegro ·
Slovenië ·
Slowakije ·
Sovjet-Unie ·
Spanje ·
Thailand ·
Trinidad en Tobago ·
Tsjechië ·
Tsjecho-Slowakije ·
Turkije ·
Uruguay ·
Verenigde Staten ·
Wales ·
Wit-Rusland · 
Zuid-Korea ·
Zweden ·
Zwitserland
Frankrijk (1982) · Oekraïne (2016) · Oostenrijk (1982) · Polen (2016)